# چپچال
چپچال (به لاتین: Chapchal) یک منطقهٔ مسکونی در افغانستان است که در ولایت بلخ واقع شده‌است.